# ألان تومسون
ألان تومسون (بالإنجليزية: Alan Thompson)‏ (22 ديسمبر 1973 نيوكاسل أبون تاين المملكة المتحدة - ) هو لاعب كرة قدم بريطاني يلعب كلاعب وسط.

## مسيرته الكروية
لعب ألان تومسون خلال مسيرته الاحترافية مع 6 أندية في ثمانية عشر موسمًا وسجل خلالها 80 هدف ضمن 408 مباراة. حيث فاز في ثلاثة مواسم بالكأس وفي أربعة مواسم بالدوري.
خاض ألان تومسون مسيرته مع نادي نيوكاسل يونايتد في موسم 1991–92 ولمدة موسمين، مشاركًا في 16 مباراة ولم يسجل أي هدف. ثم انتقل إلى نادي بولتون واندررز في موسم 1993–94 ليلعب معه خمسة مواسم، حيث شارك في 157 مباراة سجل خلالها 33 هدفًا. لينتقل بعدها إلى نادي أستون فيلا في موسم 1998–99 ولمدة موسمين، مشاركًا في 46 مباراة سجل خلالها 4 أهداف. ثم انتقل إلى نادي سلتيك في موسم 2000–01 ليلعب معه ستة مواسم، مشاركًا في 158 مباراة سجل خلالها 37 هدفًا. هذا وانتقل لاحقًا إلى نادي ليدز يونايتد في موسم 2006–07 ولمدة موسمين، مشاركًا في 24 مباراة سجل خلالها 5 أهداف.

## روابط خارجية
- ألان تومسون على موقع قاعدة بيانات كرة القدم.إي يو (الإنجليزية)
- ألان تومسون على موقع ناشيونال فوتبول تيمز (الإنجليزية)
- ألان تومسون على موقع Soccerbase.com (لاعب) (الإنجليزية)
- ألان تومسون على موقع عالم كرة القدم.نت (الإنجليزية)